# Drepanosticta ceratophora
Drepanosticta ceratophora är en trollsländeart som beskrevs av Maurits Anne Lieftinck 1974. Drepanosticta ceratophora ingår i släktet Drepanosticta och familjen Platystictidae. IUCN kategoriserar arten globalt som starkt hotad. Inga underarter finns listade i Catalogue of Life.